# Нагорная часть Нижнего Новгорода

Районы Нагорной части города

Наго́рная (Ве́рхняя) часть Ни́жнего Но́вгорода — одна из двух исторических частей, на которые река Ока делит Нижний Новгород. Это часть города расположена на высоком правом берегу Оки (в отличие от расположенной в низине Заречной части), вокруг кремлёвского холма. Перепад высот между Нагорной и Заречной частями города составляет более 100 метров. В Нагорной части города расположен административный и исторический центр (в Нижегородском районе), отсюда началось развитие города. В конце XVIII века Нагорная часть перестроена по регулярному плану.
Нагорная часть делится на три городских района: Нижегородский, Советский и Приокский.